# ان‌جی‌سی ۳۲۲
ان‌جی‌سی ۳۲۲ (انگلیسی: NGC 322) یک کهکشان عدسی شکل است که در فاصله تقریباً ۳۱۸ میلیون سال نوری از سامانه خورشیدی در صورت فلکی سیمرغ قرار دارد. این کهکشان در ۵ سپتامبر ۱۸۳۴ توسط جان هرشل کشف شد.